# Coupe de France de football 1958-1959
Navigation
Coupe de France 1957-1958 Coupe de France 1959-1960
La Coupe de France de football 1958-1959 est la 42e édition de la Coupe de France, une compétition à élimination directe mettant aux prises des clubs de football amateurs et professionnels à travers la France. Elle est organisée par la Fédération française de football (FFF) et ses ligues régionales.
Le Stade de Reims, club de Division 1, est le tenant du titre. La coupe est remportée par le Havre AC qui s'impose en finale 3-0 après avoir rejoué le premier match à la suite d'un match nul face au FC Sochaux Montbéliard.
Le Havre devient ainsi le premier club évoluant en deuxième division à remporter le trophée. Ils resteront le seul club à avoir accompli cette performance pendant 50 ans jusqu'à la victoire de l'En Avant de Guingamp contre le Stade rennais lors de la finale de l'édition 2008-2009, le 9 mai 2009.

## Trente-deuxièmes de finale
| Division        | Club                     | Score      | Club                           | Division        | Lieu                 |
| --------------- | ------------------------ | ---------- | ------------------------------ | --------------- | -------------------- |
| DH Oran (D4)    | SC Bel-Abbès             | 0 - 1 a.p. | Stade rennais UC               | Division 1 (D1) | à Oran               |
| Division 2 (D2) | US Forbach               | 3 - 0      | RC Strasbourg                  | Division 1 (D1) | à Longwy             |
| Division 1 (D1) | UA Sedan-Torcy           | 1 - 0      | AS Aulnoye                     | PH (D5)         | à Amiens             |
| Division 2 (D2) | Red Star OA              | 1 - 1 a.p. | RC Lens                        | Division 1 (D1) | à Paris              |
| Division 1 (D1) | AS Saint-Étienne         | 6 - 1      | FC Grenoble                    | Division 2 (D2) | à Lyon               |
| Division 2 (D2) | Stade français FC        | 3 - 1      | FC Rouen                       | Division 2 (D2) | à Caen               |
| Division 1 (D1) | RC Paris                 | 1 - 0      | ESA Brive-la-Gaillarde         | CFA (D3)        | à Clermont-Ferrand   |
| Division 2 (D2) | Perpignan FC             | 2 - 1      | Olympique de Marseille         | Division 1 (D1) | à Carcassonne        |
| Division 1 (D1) | Nîmes Olympique          | 5 - 1      | Stade ruffecois                | DH (D4)         | à Bordeaux           |
| Division 1 (D1) | OGC Nice                 | 3 - 0      | US Graissessac                 | DH (D4)         | à Sète               |
| Division 2 (D2) | FC Metz                  | 1 - 1 a.p. | AC Cambrai                     | DH (D4)         | à Maubeuge           |
| Division 1 (D1) | Olympique lyonnais       | 4 - 0      | FC La Voulte-sur-Rhône-Valence | CFA (D3)        | à Grenoble           |
| Division 1 (D1) | Limoges FC               | 1 - 0      | FC Sète                        | Division 2 (D2) | à Toulouse           |
| Division 2 (D2) | SC Toulon                | 5 - 1      | FC Villefranche-sur-Saône      | DH (D4)         | à Dijon              |
| Division 2 (D2) | Le Havre AC              | 1 - 0      | US Auchel                      | CFA (D3)        | à Boulogne-sur-Mer   |
| Division 1 (D1) | Toulouse FC              | 3 - 0      | US Le Mans                     | DH (D4)         | à Limoges            |
| DH (D4)         | CS Fontainebleau         | 3 - 2      | AS Hautmont                    | DH (D4)         | à Creil              |
| CFA (D3)        | SC Draguignan            | 3 - 2      | AS Monaco FC                   | Division 1 (D1) | à Cannes             |
| Division 2 (D2) | AS Cannes                | 0 - 0 a.p. | Olympique avignonais           | DH (D4)         | à Aix-en-Provence    |
| DH (D4)         | ES Bully-les-Mines       | 2 - 1      | US Valenciennes-Anzin          | Division 1 (D1) | à Dunkerque          |
| DH (D4)         | SO Bruay-en-Artois       | 2 - 1      | AS Cherbourg-Stella            | CFA (D3)        | à Dieppe             |
| DH (D4)         | Stade briochin           | 3 - 2      | UCK Vannes                     | DH (D4)         | à Brest              |
| Division 2 (D2) | FC Girondins de Bordeaux | 3 - 1      | AS Orléans                     | CFA (D3)        | à Tours              |
| Division 2 (D2) | AS Béziers               | 2 - 0      | Montauban FC                   | DH (D4)         | à Brive-la-Gaillarde |
| DH Alger (D4)   | Olympique d'Hussein-Dey  | 1 - 2      | RCFC Besançon                  | Division 2 (D2) | à Alger              |
| CFA (D3)        | FC Annecy                | 2 - 1      | ROS Menton                     | DH (D4)         | à Carpentras         |
| Division 1 (D1) | Angers SCO               | 5 - 1      | JA Armentière                  | DH (D4)         | au Vésinet           |
| Division 1 (D1) | Olympique alésien        | 1 - 0      | AS Aix-en-Provence             | Division 2 (D2) | à Marseille          |
| Division 1 (D1) | Lille OSC                | 2 - 0      | US Fécamp                      | DH (D4)         | au Havre             |
| Division 1 (D1) | FC Sochaux-Montbéliard   | 2 - 1 a.p. | CS Blénod                      | DH (D4)         | à Metz               |
| Division 2 (D2) | AS Troyes-Savinienne     | 1 - 0      | FC Nancy                       | Division 1 (D1) | à Saint-Ouen         |
| Division 1 (D1) | Stade de Reims           | 10 - 1     | CA Vitry-sur-Seine             | DH (D4)         | à Tours              |
| Matches rejoués |                          |            |                                |                 |                      |
| Division 2 (D2) | Red Star OA              | 2 - 0      | RC Lens                        | Division 1 (D1) | à Amiens             |
| Division 2 (D2) | FC Metz                  | 6 - 3      | AC Cambrai                     | DH (D4)         | à Sedan              |
| Division 2 (D2) | AS Cannes                | 4 - 1      | Olympique avignonais           | DH (D4)         | à Aix-en-Provence    |

## Seizièmes de finale
| Division                    | Club                   | Score      | Club                     | Division        | Lieu               |
| --------------------------- | ---------------------- | ---------- | ------------------------ | --------------- | ------------------ |
| Division 2 (D2)             | AS Troyes-Savinienne   | 4 - 1      | AS Cannes                | Division 2 (D2) | à Dijon            |
| Division 1 (D1)             | Toulouse FC            | 2 - 1      | OGC Nice                 | Division 1 (D1) | à Paris            |
| Division 1 (D1)             | UA Sedan-Torcy         | 2 - 1      | SC Toulon                | Division 2 (D2) | à Clermont-Ferrand |
| Division 2 (D2)             | Red Star OA            | 1 - 0      | AS Béziers               | Division 2 (D2) | à Toulouse         |
| Division 1 (D1)             | AS Saint-Étienne       | 2 - 0      | Stade français FC        | Division 2 (D2) | à Bordeaux         |
| Division 1 (D1)             | Stade rennais UC       | 2 - 0      | Stade briochin           | DH (D4)         | à Brest            |
| Division 1 (D1)             | Stade de Reims         | 8 - 0      | SO Bruay-en-Artois       | DH (D4)         | à Amiens           |
| Division 1 (D1)             | RC Paris               | 6 - 2      | US Forbach               | Division 2 (D2) | à Oran             |
| Division 1 (D1)             | Angers SCO             | 3 - 1      | Limoges FC               | Division 1 (D1) | à Poitiers         |
| Division 1 (D1)             | Nîmes Olympique        | 1 - 0 a.p. | Olympique alésien        | Division 1 (D1) | à Montpellier      |
| Division 2 (D2)             | Le Havre AC            | 1 - 1 a.p. | FC Annecy                | CFA (D3)        | à Lyon             |
| CFA (D3)                    | SC Draguignan          | 1 - 0      | Perpignan FC             | Division 2 (D2) | à Nice             |
| Division 1 (D1)             | FC Sochaux-Montbéliard | 1 - 1 a.p. | FC Girondins de Bordeaux | Division 2 (D2) | à Marseille        |
| Division 2 (D2)             | RCFC Besançon          | 3 - 0      | CS Fontainebleau         | DH (D4)         | au Mans            |
| Division 1 (D1)             | Olympique lyonnais     | 4 - 0      | ES Bully-les-Mines       | DH (D4)         | au Havre           |
| Division 2 (D2)             | FC Metz                | 3 - 3 a.p. | Lille OSC                | Division 1 (D1) | à Valenciennes     |
| Matches rejoués             |                        |            |                          |                 |                    |
| Division 2 (D2)             | Le Havre AC            | 1 - 1 a.p. | FC Annecy                | CFA (D3)        | à Dijon            |
| Division 1 (D1)             | FC Sochaux-Montbéliard | 0 - 0 a.p. | FC Girondins de Bordeaux | Division 2 (D2) | à Marseille        |
| Division 2 (D2)             | FC Metz                | 2 - 0      | Lille OSC                | Division 1 (D1) | à Paris            |
| Matches rejoués une 3e fois |                        |            |                          |                 |                    |
| Division 2 (D2)             | Le Havre AC            | 3 - 1      | FC Annecy                | CFA (D3)        | à Dijon            |
| Division 1 (D1)             | FC Sochaux-Montbéliard | 2 - 1      | FC Girondins de Bordeaux | Division 2 (D2) | à Marseille        |

## Huitièmes de finale
Prévus les dimanche 22 février et jeudi 5 mars 1959.
| Division        | Club                   | Score      | Club                 | Division        | Lieu                                    |
| --------------- | ---------------------- | ---------- | -------------------- | --------------- | --------------------------------------- |
| Division 2 (D2) | Le Havre AC            | 2 - 0      | SC Draguignan        | CFA (D3)        | Stade Marcel-Michelin, Clermont-Ferrand |
| Division 1 (D1) | Olympique lyonnais     | 3 - 1 a.p. | Stade de Reims       | Division 1 (D1) | Stade Henri Fouquès-Duparc, Oran        |
| Division 2 (D2) | FC Metz                | 2 - 1 a.p. | RCFC Besançon        | Division 2 (D2) | Stade de la Meinau, Strasbourg          |
| Division 1 (D1) | Nîmes Olympique        | 4 - 0      | Red Star OA          | Division 2 (D2) | Stade Vélodrome, Marseille              |
| Division 1 (D1) | RC Paris               | 3 - 2      | AS Saint-Étienne     | Division 1 (D1) | Parc des Princes, Paris                 |
| Division 1 (D1) | Stade rennais UC       | 2 - 0      | AS Troyes-Savinienne | Division 2 (D2) | Stade Léon-Bollée, Le Mans              |
| Division 1 (D1) | FC Sochaux-Montbéliard | 2 - 0      | Angers SCO           | Division 1 (D1) | Stade Malakoff, Nantes                  |
| Division 1 (D1) | Toulouse FC            | 1 - 1 a.p. | UA Sedan-Torcy       | Division 1 (D1) | Parc Lescure, Bordeaux                  |
| Matches rejoués |                        |            |                      |                 |                                         |
| Division 1 (D1) | Toulouse FC            | 3 - 1      | UA Sedan-Torcy       | Division 1 (D1) | Parc des Princes, Paris                 |

## Quarts de finale
Prévus le dimanche 22 mars 1959.
| Division        | Club                   | Score      | Club               | Division        | Lieu                        |
| --------------- | ---------------------- | ---------- | ------------------ | --------------- | --------------------------- |
| Division 2 (D2) | Le Havre AC            | 2 - 0      | FC Metz            | Division 2 (D2) | Stade Marcel Saupin, Nantes |
| Division 1 (D1) | Nîmes Olympique        | 4 - 0      | RC Paris           | Division 1 (D1) | Stade Vélodrome, Marseille  |
| Division 1 (D1) | Stade rennais UC       | 3 - 2      | Olympique lyonnais | Division 1 (D1) | Parc des Princes, Paris     |
| Division 1 (D1) | FC Sochaux-Montbéliard | 2 - 1 a.p. | Toulouse FC        | Division 1 (D1) | Parc Lescure, Bordeaux      |

## Demi-finales
Les rencontres sont prévues le dimanche 12 avril 1959.
| Division        | Club                   | Score | Club             | Division        | Lieu                                     |
| --------------- | ---------------------- | ----- | ---------------- | --------------- | ---------------------------------------- |
| Division 2 (D2) | Le Havre AC            | 1 - 0 | Nîmes Olympique  | Division 1 (D1) | Stade olympique Yves-du-Manoir, Colombes |
| Division 1 (D1) | FC Sochaux-Montbéliard | 2 - 1 | Stade rennais UC | Division 1 (D1) | Stade Henri Fouquès-Duparc, Oran         |

## Finale
Prévue le dimanche 3 mai 1959, sur le terrain du Stade Yves-du-Manoir à Colombes.
Récapitulatif de la rencontre
À la 1e minute, le Havre ouvre le score grâce à Jacques Ferrari sur un coup franc de Jean Saunier. À la 45e minute et juste avant la mi-temps, Albert Eloy marque un but contre son camp. Hocine Bouchache et René Gardien marqueront tous les deux dans la prolongation respectivement, à la 113e et 109e minute. Un troisième but sochalien a été inscrit une seconde après le coup de sifflet final. Le match est donc à rejouer.
| Dimanche 3 mai 1959 | Le Havre AC                                | 2 - 2 a.p. | FC Sochaux-Montbéliard                    | Stade olympique Yves-du-Manoir, Colombes           |                                                    |
|                     | 2e Jacques Ferrari · 113e Hocine Bouchache | (1 - 1)    | Albert Eloy 45e (csc) · René Gardien 109e | Spectateurs : 50 778 Arbitrage : Jean-Louis Groppi | Spectateurs : 50 778 Arbitrage : Jean-Louis Groppi |
|                     | Rapport                                    |            |                                           | Spectateurs : 50 778 Arbitrage : Jean-Louis Groppi | Spectateurs : 50 778 Arbitrage : Jean-Louis Groppi |

| Le Havre AC | FC Sochaux-Montbéliard |

| Le Havre Athletic Club : |  |                     |
|                          |  |                     |
| GB                       |  | Christian Villenave |
| DF                       |  | Jean-Louis Lagadec  |
| DF                       |  | Kacem Hassouna      |
| DF                       |  | Albert Eloy         |
| MT                       |  | Jacques Meyer       |
| MT                       |  | Édouard Salzborn    |
| AT                       |  | Hocine Bouchache    |
| AT                       |  | Jacques Ferrari     |
| AT                       |  | Jean Saunier        |
| AT                       |  | André Strappe       |
| AT                       |  | Frédéric N'Doumbé   |
| Entraîneur :             |  |                     |
| Lucien Jasseron          |  |                     |

| FC Sochaux-Montbéliard : |  |                      |
|                          |  |                      |
| GB                       |  | Raymond Barthelmebs  |
| DF                       |  | Pierre Lubrano       |
| DF                       |  | André Mazimann       |
| DF                       |  | Lucien Mille         |
| MT                       |  | Georges Bout         |
| MT                       |  | Joseph Tellechea     |
| AT                       |  | Serge Bourdoncle     |
| AT                       |  | Yngve Brodd          |
| AT                       |  | Samuel Edimo N'Ganga |
| AT                       |  | Julien Stopyra       |
| AT                       |  | René Gardien         |
| Entraîneur(s) :          |  |                      |
| Paul Wartel Gaby Dormois |  |                      |

Finale à rejouer
À la 21e minute, Jacques Meyer ouvre le score pour le Havre AC. Frédéric N'Doumbé et Valentin Navarro inscriront le 2e et 3e but à la 31e et 87e minute pour les havrais.
| Lundi 18 mai 1959 | Le Havre AC                                                      | 3 - 0   | FC Sochaux-Montbéliard | Stade olympique Yves-du-Manoir, Colombes           |                                                    |
|                   | 21e Jacques Meyer · 31e Frédéric N'Doumbé · 87e Valentin Navarro | (2 - 0) |                        | Spectateurs : 36 655 Arbitrage : Jean-Louis Groppi | Spectateurs : 36 655 Arbitrage : Jean-Louis Groppi |
|                   | Rapport                                                          |         |                        | Spectateurs : 36 655 Arbitrage : Jean-Louis Groppi | Spectateurs : 36 655 Arbitrage : Jean-Louis Groppi |

| Le Havre AC | FC Sochaux-Montbéliard |

| Le Havre Athletic Club : |  |                     |
|                          |  |                     |
| GB                       |  | Christian Villenave |
| DF                       |  | Jean-Louis Lagadec  |
| DF                       |  | Kacem Hassouna      |
| DF                       |  | Albert Eloy         |
| MT                       |  | Jacques Meyer       |
| MT                       |  | Édouard Salzborn    |
| AT                       |  | Hocine Bouchache    |
| AT                       |  | Jacques Ferrari     |
| AT                       |  | Valentin Navarro    |
| AT                       |  | André Strappe       |
| AT                       |  | Frédéric N'Doumbé   |
| Entraîneur :             |  |                     |
| Lucien Jasseron          |  |                     |

| FC Sochaux-Montbéliard : |  |                      |
|                          |  |                      |
| GB                       |  | Paul Wendé           |
| DF                       |  | Pierre Lubrano       |
| DF                       |  | André Mazimann       |
| DF                       |  | Lucien Mille         |
| MT                       |  | Georges Bout         |
| MT                       |  | Joseph Tellechea     |
| AT                       |  | Raphael Tellechea    |
| AT                       |  | Yngve Brodd          |
| AT                       |  | Samuel Edimo N'Ganga |
| AT                       |  | Julien Stopyra       |
| AT                       |  | René Gardien         |
| Entraîneur(s) :          |  |                      |
| Paul Wartel Gaby Dormois |  |                      |

## Nombre d'équipes par division et par tour
| Divisions / Manches | 1/32 de finale | 1/16 de finale | 1/8 de finale | 1/4 de finale | 1/2 finales | Finale | Vainqueur |
| ------------------- | -------------- | -------------- | ------------- | ------------- | ----------- | ------ | --------- |
| Division 1          | 20             | 14             | 10            | 6             | 3           | 1      | -         |
| Division 2          | 16             | 12             | 5             | 2             | 1           | 1      | 1         |
| CFA                 | 7              | 2              | 1             | -             | -           | -      | -         |
| DH                  | 18             | 4              | -             | -             | -           | -      | -         |
| PH                  | 1              | -              | -             | -             | -           | -      | -         |
| Total               | 64             | 32             | 16            | 8             | 4           | 2      | 1         |